# Gerald Ford
Pentru alțe persoane care au aceleași nume și prenume, vedeți Gerald Ford (dezambiguizare).
Gerald Rudolph Ford, Jr., cunoscut mai ales ca Gerald Ford, (n. 14 iulie 1913 — d. 26 decembrie 2006) a fost cel de-al patruzecilea vicepreședinte (1973 - 1974) și cel de-al treizeci și optulea președinte al Statelor Unite ale Americii (1974 - 1977).
Ford a fost întâia persoană numită în calitate de vicepreședinte conform termenilor celui de-al douăzeci și cincilea amendament al Constituției țării.  După succesiunea la președinție, datorată demisiei lui Richard Nixon, Ford a devenit prima persoană din istoria Statelor Unite care a ocupat cea mai înaltă poziție în stat fără să fi fost ales președinte sau vicepreședinte.  Înaintea numirii sale ca vicepreședinte al Statelor Unite, Gerald Ford a slujit peste opt ani ca Lider al Minorității din partea Partidului Republican în Camera Reprezentanților a SUA, una din cele două camere legislative ale Congresului SUA.
În timpul mandatului său prezidențial, forțele americane s-au retras din Vietnam, urmând încheierea Războiului din Vietnam din 1975, aplicarea Acordului de la Helsinki, iar pe plan intern continuarea perioadei în care spectrul amenințător al inflației și al recesiunii amenința societatea americană a epocii post-Vietnam.
Prin garantarea unei achitări prezidențiale, prin așa numita preemptive pardon, în cazul Nixon, care a ajuns în faza de impeachment⁠(d) datorită rolului său în Afacerea Watergate, Gerald Ford a ajuns ținta unor puternice atacuri critice lansate de multiple grupuri de interes, ceea ce ar fi condus în final (în viziunea multor analiști politici) chiar și la pierderea alegerilor prezidențiale din 1976 în favoarea candidatului Partidului Democrat, Jimmy Carter.

## Biografie
Gerald Ford s-a născut Leslie Lynch King, Jr. în Omaha, Nebraska, dar părinții săi au divorțat când el era foarte tânăr.  Mama sa s-a mutat în Statul Michigan și s-a recăsătorit cu Gerald S. Ford, Sr., care l-a adoptat pe copil sub numele său, dar având particula Jr.
Ford a obținut gradul său universitar de bachelor la University of Michigan, unde a jucat footbal american.  Înainte de a servi în United States Navy, în timpul celui de-al doilea război mondial, a obținut o diplomă în avocatură și magistratură de la Yale University.
A murit marți 26 decembrie 2006, la vârsta de 93 de ani, acasă (Rancho Mirage⁠(d), California), în mijlocul familiei.